# 黄熙 (1967年)
黄熙（：／ Hwang Hee；1967年7月28日—），全羅南道木浦市出身，大韓民國自由派政治人物，第20至21屆國會議員，曾任文化體育觀光部部長。

## 生平
2016年國會議員選舉，投入首爾陽川甲選區競選，成功當選。2020年國會議員選舉，於同選區再次競選，成功連任。
2021年2月11日，出任文化體育觀光部部長。